# Carl Friedrich Schmidt (geòleg)
Carl Friedrich Schmidt   (Kaisma Rural Municipality, 15 de gener de 1832 (Julià) - Sant Petersburg, 8 de novembre de 1908 (Julià)) rus: Фёдор Богданович Шмидт, Fyodor Bogdanovich Schmidt; també conegut com a Friedrich Schmidt. va ser una alemany bàltic, geòleg i botànic en l'Imperi Rus. És considerat comel fundador de la geologia d'Estònia.
Els principals escrits de recerca de Friedrich Schmidt tracten de l'estratigrafia i la fauna de les roques del baix Paleozoic a Esònia. l'any 1885 va esdevenir acadèmic de l'Acadèmia de Ciències de Sant Petersburg. Va guanyar la Medalla de Wollaston, atorgada per la Geological Society of London, l'any 1902.
Friedrich Schmidt va ser el primer europeu en "descobrir" l'espècie d'avet Abies sachalinensis a Sakhalín el 1866, però no la va introduir a Europa.